# Prix de l'Alsace littéraire
 (juillet 2010).
Si vous disposez d'ouvrages ou d'articles de référence ou si vous connaissez des sites web de qualité traitant du thème abordé ici, merci de compléter l'article en donnant les références utiles à sa vérifiabilité et en les liant à la section « Notes et références ».
Le prix de l'Alsace littéraire était un prix littéraire alsacien.
Le caricaturiste mulhousien Henri Zislin en était le secrétaire.

## Liste des lauréats (incomplète)
- 1931 : André Monnier-Zwingelstein pour A l'ombre de ma vigne, Paul Hartmann
- 1935 : Marie-Anne Desmarest
- 1936 : 
  - Frédéric Hoffet pour La Damnation de Georges Bruckner, Grasset
  - Maxime Alexandre
  - Marguerite Thiébold
- 1937 : Jean Clo pour Les frères perdus, Berger-Levrault